# ملخص من أجل سعادة النساء
من أجل سعادة النساء هي الرواية الحادية عشرة ضمن سلسلة روايات روجون ماكوارت للكاتب الفرنسي إميل زولا. نشرت الرواية لأول مرة على صفحات دورية جيل بلاس، ثم أعيد نشرها في شكل رواية عام 1883.
تدور أحداث الرواية في عالم متجر متعدد الأقسام، والذي اعتبر تطورًا مبتكرًا في متاجر البيع بالتجزئة في منتصف القرن التاسع عشر. صمم زولا متجره في هذه الرواية على نمط متجر بون مارشيه الشهير بباريس، والذي ضم تحت سقف واحد العديد من السلع التي كانت ولا تزال تُباع حتى الآن في متاجر منفصلة. وتضمنت تفاصيل السرد العديد من ابتكارات متجر بون مارشيه بما في ذلك عمليات الطلب عبر البريد، ونظام العمولات، ومفوض الموظفين الداخلي، وطرق استلام البضائع وبيعها بالتجزئة.
رواية من أجل سعادة النساء هي تكملة لرواية بوت بويلي، وتركز الرواية، مثل سابقتها، على أوكتاف موريه الذي تزوج في نهاية الرواية السابقة من كارولين هادوين صاحبة متجر حرير صغير. وبعد أن أصبح أوكتاف أرملًا استطاع توسعة أعماله وتحويلها إلى متجر عالمي للبيع بالتجزئة احتل في بداية الكتاب الجزء الأكبر من مبنى سكني بأكمله.

## ملخص القصة
تدور أحداث الرواية بين عامي 1864 و1869 حول دينيس بودو، وهي سيدة في العشرين من عمرها أتت من بلدية فالون إلى باريس مع أشقائها الصغار لتعمل كبائعة في متجر «من أجل سعادة النساء» متعدد الأقسام. يصف زولا ظروف عمل الموظفين الداخلية بالمتجر، مثل العمل يوميا لمدة 13 ساعة، والحصول على طعام دون المستوى، ومبيت الموظفات في سكن مكشوف. كما تتولد العديد من الصراعات في الرواية من كفاح كل موظف من أجل تحسين أوضاعه، والاقتتال الداخلي الخبيث، والقيل والقال بين الموظفين.
وعلى الجانب الآخر من قصة دينيس يحكي زولا عن أوكتاف موريه مالك متجر من أجل سعادة النساء الذي تهدد توسعاته التجارية وابتكاراته في عالم البيع بالتجزئة وجود جميع متاجر الحي، حيث يبيع في متحره كل شيء تحت سقف واحد. يبيع أوكتاف في متجره المنسوجات والأقمشة مثل الحرير والصوف، وكذلك جميع أنواع الملابس الجاهزة كالفساتين، والمعاطف، والملابس الداخلية، والقفازات، وإكسسوارات الأزياء، والأشياء الإضافية والمفروشات مثل السجاد، والأثاث بهدف إرباك حواس زبائنه من النساء، وإجبارهم على إنفاق المال عن طريق إغرائهن بالعديد من خيارات الشراء، ووضع البضائع جنبًا إلى جنب بطريقة جذابة ومغرية. يجذب أوكتاف أعدادًا متزايدة من الزبائن الإناث إلى متجره عن طريق الإعلانات الضخمة، والمبيعات الضخمة، وخدمات التوصيل إلى المنازل، ونظام استرداد الأموال، والأفكار المبتكرة مثل غرفة القراءة، ومطعم الوجبات الخفيفة. كل هذا دفع بائعي التجزئة التقليديين الذين يديرون متاجر متخصصة أصغر حجمًا إلى التوقف عن العمل.
صوّرت الرواية السابقة أوكتاف كرجل مولع بالنساء يحاول إغواء النساء اللواتي يمكن أن يعطينه بعض المزايا الاجتماعية أو المالية. يستغل أوكتاف في رواية من أجل سعادة النساء أرملة شابة للتأثير على شخصية سياسية -على غرار البارون هوسمان- بغية الحصول على متجر ذو واجهة دخول ضخمة تطل على أحد أكبر شوارع باريس، هو ما يطلق عليه حاليا شارع الرابع من سبتمبر.
يجد أوكتاف نفسه يقع ببطء في حب دينيس رغم ولعه بالتلاعب بالنساء، ويزيد من شغفه بها رفضها لإغوائه لها وإغرائها بجاذبيته، وتنتهي الرواية باعتراف دينيس بحبها لأوكتاف، ثم زواجهما الذي يعتبر انتصارًا للمرأة، من خلال تغلبها على رجل لطالما عمد إلى إخضاع النساء واستغلالهن. 
بعد وصولها إلى باريس مع إخوتها للعمل في متجر صغير لعمها، أدركت دينيس بودو بسرعة أن الوظيفة موجودة فقط في المتاجر الكبرى. تعاقدت دينيس بودو مع Bonheur des Dames في متجر كبير للملابس الجاهزة النسائية، وتكتشف العالم القاسي من الباعة الصغار، وثقل الوظيفة وتحضر التطور الهائل لهذا المتجر وموت الشركات الصغيرة السابقة. فأثار ذلك اهتمام مدير المتجر، أوكتاف موري، الذي يعهد إليه بمسؤوليات أكثر وأكثر. فرفضت أن تصبح عشيقته لكنها تقبل في النهاية اقتراح الزواج.
الفصل الأول. تصل دنيس باودو، وهي امرأة بالغة من العمر عشرين عامًا من مدينة فالوجنيس، إلى باريس مع أشقائها جان وبيبي، اللذين يبلغان من العمر ستة عشر وخمسة أعوام على التوالي. وقد توفي والدهم، وكانوا ينوون الحداد، قبل عام من نفس المرض الذي أصاب أمهم قبل شهر. لقد اكتشفت Place Gaillon متجر Au Bonheur des Dames الذي يبهرها، ويواجهها متجر Au vieil Elbeuf الذي يملكهُ عمها الذي كتب لها قبل عام مضى أنه سيكون هناك دائمًا مكان لها في متجرها في باريس. ولكن، لمدة عام، انهارت الأعمال وانه لا يمكن استئجار دينيس. يحاول دون جدوى توظيفها في صديق تجاري صغير. هناك، اقترح روبينيو، كاتب في باراديس ليديز، أن يتقدم للحصول على وظيفة في هذا المتجر. يصف م. باودو لدنيس قصة البازار: Au Bonheur des Dames هو في هذه اللحظة من إخراج أوكتاف موريت، ابن فرانسوا موري ومارت روجون. يزدهر هذا المتجر على حساب المتاجر الصغيرة في المنطقة. Baudu، الذي يحمل Elbeuf قديم الذي هو أمام السعادة، مستاء من التوسعات المتعاقبة التي تديرها موري. لقد عرفوا بالفعل المتجر، الذي أسسه الأخوان ديلوز، في الوقت الذي كان فيه الحجم متواضعًا. أصبحت موريت صاحبة المتجر من خلال الزواج في بوت بويل، السيدة كارولين ديلوز أرملة حيدوين، التي توفيت بعد فترة وجيزة من سقوطها في موقع المتجر. قررت دنيس، التي لم تجد أي مكان في المتاجر الصغيرة، أن تذهب للعمل في جنة السيدات، على الرغم من الرأي غير المواتي لعمها. يتيح هذا الفصل الأول من المعرض تقديم أحد الموضوعات الرئيسية للرواية: الصراع بين الشركات الصغيرة والمتاجر الكبرى.

## علاقة الرواية بباقي سلسلة روايات روجون ماكوارت
يبرز زولا في سلسلة روايات روجون ماكوارت كيف أثرت الوراثة والبيئة على أفراد عائلة واحدة خلال عهد الإمبراطورية الفرنسية الثانية. ظهرت شخصية أوكتاف موريه لفترة قصيرة في رواية ثروة روجون أولى روايات السلسلة، ثم ظهرت بشكل أكبر إلا أنها ظلت هامشية في الرواية الرابعة من السلسلة وهي رواية غزو بلاسان حيث ركزت الرواية بشكل أكبر على والديه، وأولاد عمه مارتي روجون وفرانسوا موريه. تجمع شخصية أوكتاف المجازفة المبتكرة بين خيال والدته وشغف والده بالأعمال التجارية، كما يرث من جدته الكبرى شيئًا من اضطراب الوسواس القهري، يتجلى في عمله التجاري المكثف، وهوسه بالسيطرة على المستهلكين الإناث.
شقيق أوكتاف هو القس سيرج الذي ظهر في أحداث الرواية الخامسة من السلسلة وهي رواية خطيئة الأب موريه وكان وصيًا على أختهم المتأخرة عقليًا.
أصبح لدى أوكتاف ودينيس ثلاثة أطفال في رواية الدكتور باسكال الرواية الأخيرة من السلسلة التي تدور أحداثها بين عامي 1872-1873 أوكتاف ودينيس ولديهما ثلاثة أطفال. ذكر اسم أوكتاف كذلك خلال أحداث الروايتين الثانية عشرة والرابعة عشرة المعنونتين باسماء شهوة الحياة، والعمل على التوالي.

## الأعمال المقتبسة عن الرواية
أنتجت العديد من الأعمال الماخوذة عن رواية من أجل سعادة النساء منها:

### في الأفلام
الفيلم الألماني إلى جنة النساء الذي أخرجه لوبو بيك عام 1922.
الفيلم الفرنسي من أجل سعادة النساء الذي مثلت بطولته ديتا بارلو، وأخرجه جوليان دوفيفييه عام 1930.
فيلمًا فرنسيًا بنفس الاسم مثلت بطولته بلانكيت برونوي، وأخرجه أندريه كيات عام 1943.

### في التليفزيون
عرضت هيئة الإذاعة البريطانية مسلسلًا تليفزيونيًا من ثمانية أجزاء مستوحى من الرواية عام 2012 باسم الجنة، ومن ببطولة جوانا فاندرهام وإيمون إليوت. ثم أطلقت البي بي سي مسلسلًا آخر مأخوذًا عن نفس الرواية في أكتوبر 2013.
عولجت الرواية أيضًا وتحولت إلى مسلسل إيطالي بعنوان جنة السيدات كان من بطولة جوتسيبي زينو، وجوزي بوسيمي، وقد استمر عرضه لعدة مواسم.

### في السمرح
قدمت الرواية على المسرح أيضًا حيث عرضت لأول مرة على مسرح أولد فيتزروي في مدسنة سيدني الأسترالية عام 2005 بعنوان المتجر متعدد الأقسام، وكتب معالجتها المسرحية جوستين فليمنج، وإخرجها كريستوفر هوريل. كما حولتها هيئة الإذاعة البريطانية إلى مسرحية عرضت لأول مرة في سبتمبر 2010.

## وصلات خارجية
- ملخص من أجل سعادة النساء على موقع الموسوعة البريطانية (الإنجليزية)